# 1955 في أستراليا
فيما يلي قوائم الأحداث التي وقعت خلال عام 1955 في أستراليا.

## رياضة
- 1 يناير – البطولات الأسترالية 1955

## مواليد

### يناير
- 26 يناير – شاين هوارد مغني أسترالي.[1]

### مارس
- 27 مارس – غاري ساتون دراج أسترالي.[2]

### أبريل
- 23 أبريل – جودي ديفيس ممثلة أسترالية.[3]

### مايو
- 30 مايو – كيت كارنيل سياسية أسترالية.

### يونيو
- 19 يونيو – كريس كاكل لاعب كرة مضرب أسترالي.

### يوليو
- 5 يوليو – بيتر ماكنمارا لاعب كرة مضرب أسترالي.
- 27 يوليو – كاثرين تومسون[4]

### أغسطس
- 21 أغسطس – ان لويز لامبرت ممثلة أسترالية.

### أكتوبر
- 21 أكتوبر – تيري روكافيرت لاعب كرة مضرب أسترالي.

### نوفمبر
- 4 نوفمبر – روبرت منزيس ممثل أسترالي.[5]

### ديسمبر
- 8 ديسمبر – ديبورا لي فيرنس ممثلة أسترالية.[6]
- 12 ديسمبر – دايفيد أتكينس.
- 12 ديسمبر – ستيفن سميث، سياسي أسترالي.
- 24 ديسمبر - جون داي، سياسي أسترالي.

## وفيات

### ديسمبر
- 2 ديسمبر – جودي ماسترز (مواليد 1892) لاعب كرة قدم أسترالي.